# Oreomunnea
Oreomunnea, rod drveća iz porodice orahovki, dio je potporodice Engelhardioideae. Postoji 3 priznate vrste, dvije iz južnog Meksika i Srednje Amerike i jedna iz Kolumbije

## Vrste
1. Oreomunnea mexicana (Standl.) J.-F.Leroy; dvije podvrste
2. Oreomunnea munchiquensis Lozano & F.González; endem iz Kolumbije
3. Oreomunnea pterocarpa Oerst.